# Sarah Valero Jodar
Sarah Valero Jodar, auch Sara Valero, (geboren am 3. Februar 1998 in Pau) ist eine französisch-spanische Handballspielerin.

## Vereinskarriere
Valero begann im Alter von sechs Jahren mit dem Handballspiel. Sie spielte bei Vereinen in Mourenx und Bordes in der französischen Liga Nationale 1 und stand im Alter von 19 Jahren in Octeville bei einem in der D2 spielenden Verein unter Vertrag. Im Jahr 2018 wechselte sie nach Spanien zum Verein Mecalia Atlético Guardés, der in der División de Honor antritt und in der Spielzeit 2017/2018 den zweiten Platz belegt hatte. Nach der wegen der COVID-19-Pandemie abgebrochenen Saison 2019/2020 wechselte sie zurück nach Frankreich und tritt seitdem dort mit JDA Dijon in der Division 1 an.
Mit den Teams aus A Guarda und aus Dijon nahm sie an europäischen Vereinswettbewerben teil.

## Auswahlmannschaften
Sie stand zunächst im Aufgebot französischer Nachwuchsauswahlen.
Im Juni 2022 wurde sie erstmals für die spanische Nationalmannschaft nominiert und nahm mit dieser an den Mittelmeerspielen 2022 teil, bei denen das spanische Team die Goldmedaille gewann.